# Палатинская гвардия
Палатинская гвардия, Почётная палатинская гвардия (итал. Guardia palatina d'onore) — папская гвардия, часть вооружённых сил папского государства. 
По старшинству Палатинская гвардия шла после дворянской гвардии. Положение и устав о службе унаследовала от роты элитных гренадеров. В своей деятельности подчинялась камерленго Святой Римской церкви, а во время конклава — маршалу конклава, для охраны кардиналов. Гвардией командовал подполковник в чине полковника итальянской армии. Ликвидирована, как и большинство вооруженных формирований Святого Престола, в 1970 году.
Девиз — Fide constamus avita.

## История
Палатинская гвардия была создана по приказу папы Пия ІХ 1 января 1851 года путём объединения городской милиции народа Рима и палатинской роты в связи с тем, что во время провозглашения Римской республики римская милиция перешла на сторону восставших. Новое формирование состояло из двух батальонов общей численностью около 500 человек.
В 1859 году награждается званием «почётной» с присвоением оркестра и знамени. Знамя было изготовлено Комитетом римских дам и освящено 31 марта 1860 года в церкви Сан-Сильвестро. Оно имело вид бело-желтого полотнища с гербом Пия ІХ, которое было привязано к древку покрытого красным бархатом и с золотым архангелом Михаилом наверху.
В 1860 году гвардия принимала участие в столкновениях с повстанцами (бунтовщиками). Она также охраняла поезда с артиллерийскими снарядами и продовольствием. В 1867 году принимала участие вместе с французскими войсками в остановке гарибальдийских сил под Ментано. Тогда численность палатинской гвардии составляла 748 человек в 8 ротах. С 1867 года по 1870 год гвардия была привлечена к охране папы, до самого конца существования папской области. Со времени падения папского государства и до подписания Латеранских соглашений в 1929 году папа являлся «узником Ватикана» и всё это время гвардия несла службу лишь на территории Ватиканских дворцов. 17 октября 1892 года папа Лев XIII, на основе проекта кардинала-госсекретаря Рамполы, сводит палатинскую гвардию в один батальон из 4 рот с общей численностью 341 человек. В 1899 году была изменена форма.
После подписания Латеранских договоров Палатинская гвардия впервые принимала участие в мероприятиях за пределами Ватикана — в 1933 году она была на службе в базилике св. Иоанна Латеранского. Папой Павлом VI 26 июня 1966 года награждается золотой медалью. Этот же папа ликвидирует гвардию письмом к кардиналу Вийо от 14 сентября 1970 года вместе с другими вооруженными формированиями Святого Престола, кроме швейцарской гвардии. Ветераны гвардии создали Ассоциацию гражданской элитной гвардии святых апостолов Петра и Павла, при которой есть гвардейский оркестр.